# 無原罪聖母大聖堂 (デンバー)
無原罪聖母大聖堂（むげんざいせいぼだいせいどう、英語：Cathedral Basilica of the Immaculate Conception）は、ローマ・カトリック教会デンバー大司教区の大聖堂であり、セントラル・デンバー地区ノース・キャピトル・ヒルのローガン通りとコルファックス大通りの角に位置している。

## 歴史
1902年に大聖堂の工事が始まり、1911年に約50万米国ドルの最終経費をかけて完成させた。1912年10月27日に落成ミサが執り行われ、1921年に聖別された。1912年8月7日、雷の襲来により西の塔が高さ25フィート (7.6 m)まで損傷を受けたけれども、開設前に修復を終えた。
1979年のキリスト降誕祭にカトリック教会バシリカの地位に昇進した。1993年8月13日と14日（ワールドユースデー開催）に、ローマ教皇ヨハネ・パウロ2世が大聖堂にてミサを挙行した。アメリカ合衆国の大聖堂においてこのような栄誉に浴することは殆どなかった。1997年7月に2度目の雷襲来があったが、その時には東の塔が損傷を被った。管区は8ヶ月をかけて塔の修復を行った。
2020年5月29日から6月1日にかけて行われたジョージ・フロイド抗議運動の最中に、大聖堂は抗議運動参加者によって多く破壊され、警察対応により損傷を被った。損傷は放火、スプレー吹付による反カトリック主義表現、建物に入り込む催涙剤などである。抗議運動中、大聖堂には誰もおらず負傷した者はいなかった。
2021年10月、扉や大聖堂周辺の像などにスプレーで落書きをされるなどで再び破壊された。コロラド州のカトリック系教会に対する破壊行為は最近まで続き、少なくとも他に25ヶ所の教会建築物が被害を受けた。

## 建築様式
デトロイト出身の建築家レオン・コンカードはフランス・ゴシック建築様式の大聖堂を設計した。その特徴としてはフランスのモゼル県ミュンスターにある13世紀に建てられた聖ニコラス協同教会（聖ニコラ教会）の影響を受けており、ミュンスターは大聖堂工事を指揮したニコラス・クリソストム・マッツ主教の生まれ故郷でもある。
建物は垂直高が68フィート (21 m)ある身廊がある195 by 116フィート (59 by 35 m)のラテン十字の形をしている。正門ファサードには3つの入口があり、高さが221-フート (67 m)ある2つの尖塔で構成されている。この建築物の建築ではインディアナ石灰岩とコロラド州ガニソン産の花崗岩が用いられている。他の聖体がコロラド州マーブル産のユール大理石で造られている一方で、聖体拝領台や彫像、司教座は全てカラーラ大理石で創作されている。75枚のステンドグラスはフランツ・ゼイバー・ツェットラーがミュンヘンで設立した王立バイエルン芸術研究所製のミュンヘン式ステンドグラスである。このステンドグラスの数は北アメリカの教会の中で最も多くなっている。開設された際、大聖堂には1000人もの礼拝者がいたとされている。しかしながら、第2バチカン公会議で発布されたパウロ6世のミサに従った重要な変化（歴史的な石造りの祭壇柵の撤去や第2の自立型祭壇設置のための拡張を含む）により、この教会の収容者数は895人となっている。

## 聖職者
大聖堂は定期的に行われる他の秘跡に限らず、1日3回のミサと6件の主日ミサを提供している。地域社会のための更なる奉仕には地域に住む貧困層の人々に用意する年間5万から6万食のランチがある。